# Cobra Mission: Panic in Cobra City
Cobra Mission: Panic in Cobra City — компьютерная игра для платформы NEC PC-98 (японский релиз) и DOS (американский релиз). Японская версия вышла в 1991 году, американский релиз был выпущен компанией Megatech Software в 1992 году. Это была первая игра в стиле хентай, изданная за пределами Японии.

## Сюжет
Сюжет игры развивается на маленьком вымышленном острове у берега Флориды. Игрок выступает в роли попавшего на остров частного детектива, который оказывается вовлечён в расследование происходящих на острове исчезновений девушек.

## Игровой процесс
В качестве основного манипулятора игра использует мышь, интерфейс построен по модели «укажи и щёлкни». В режиме боя игра показывает изображение противника, которого игрок может атаковать в конкретную часть тела. У каждого противника есть своя уязвимая часть тела. В японской версии игры использовался пошаговый бой, управляемый системой меню.
Похожая система используется в интерактивных эротических сценах (которых в игре пять; неинтерактивных сцен четыре). Игрок выбирает «предмет» для использования (руки, губы и т. д.) и часть тела девушки, в результате чего уменьшается или увеличивается её «уровень удовольствия». Если игрок сделает слишком много ошибок, девушка обидится и уйдёт; если уровень будет доведён до максимума, эротическая сцена успешно завершится.

## Восприятие
Обозреватели журнала Dragon вместо обычного рейтинга в 1—5 звезд присвоили игре оценку «X» («не рекомендовано»).